# Fuke
Fuke (em japonês:  普化禪) foi um ramo do Budismo Zen que existiu no Japão do século XIII até o final do XIX. Os monges Fuke eram famosos por tocar a flauta shakuhachi como uma forma de meditação. No imaginário popular japonês Fuke era caracterizado por seus monges tocando a flauta shakuhachi enquanto usavam o grande chapéu de cesto que cobria completamente suas cabeças quando iam em peregrinação.

## O fundador Puhua
De acordo com certos relatos, a escola zen Fuke deriva dos ensinamentos do mestre zen chinês Linji Yixuan (c. 800–866), conhecido no Japão como Rinzai Gigen. Entretanto, a escola Fuke contava como seu fundador um dos contemporâneos de Linji, Pǔhuà (普化), cujo nome é Fuke em japonês. Puhua tinha a reputação de ser um monge de muitos talentos, conhecido por sua criatividade e ao mesmo tempo era bastante rigoroso.
Uma história de Puhua em particular demonstra seu estilo único de Chan não verbal:

Quando Panshan Baoji estava próximo da morte, ele disse a seus monges, "Existe alguém entre vós que consegue pintar um retrato meu?"
Muitos dos moges tentaram mas a Panshan nenhum agradou.
O monge Puhua deu um passo a frente e disse, "Eu consigo desenha-lo."
Panshan disse, "Por que você não mo mostra?"
Puhua deu então um cambalhota e saiu.
Panshan disse, "Algum dia este rapaz vai ensinar os outros de uma forma maluca!"
Tendo dito estas palavras Panshan faleceu.